# Paragonitis inexpectata
Paragonitis inexpectata är en fjärilsart som beskrevs av M.Gaede 1940. Paragonitis inexpectata ingår i släktet Paragonitis och familjen nattflyn. Inga underarter finns listade i Catalogue of Life.